# Broadview, Novi Meksiko
Broadview je naseljeno neuključeno područje u okrugu Curryju u američkoj saveznoj državi Novom Meksiku. 
Ime je prikupio United States Geological Survey između 1976. i 1981. u prvoj fazi prikupljenja zemljopisnih imena, a Informacijski sustav zemljopisnih imena (Geographic Names Information System) ga je unio u popis 13. studenoga 1980. godine.

## Promet
Poštanski ured 88112 djeluje od 1931. godine.
Broadview je smješten na križanju državnih cesta Novog Meksika br. 209, br. 241 i br. 275.

## Zemljopis
Nalazi se na 34°49′10″N 103°12′49″W / 34.81944°N 103.21361°W

## Vanjske poveznice
- Fotografije istočnog Novog Meksika i Llano Estacada